# إرسك
إرسك (بالفارسية: ارسک) هي مركز قضاء إرسك إحدى وظائف مدينة بشروية في محافظة خراسان الجنوبية في إيران. يقدر عدد سكانها بـ 2,657 نسمة .